# Яцкув (Сілезьке воєводство)
Яцкув (пол. Jacków) — село в Польщі, у гміні Крушина Ченстоховського повіту Сілезького воєводства.
Населення — 562 особи (2011).
У 1975-1998 роках село належало до Ченстоховського воєводства.

## Демографія
Демографічна структура станом на 31 березня 2011 року:
|          | Загалом | Допрацездатний вік | Працездатний вік | Постпрацездатний вік |
| -------- | ------- | ------------------ | ---------------- | -------------------- |
| Чоловіки | 287     | 52                 | 201              | 34                   |
| Жінки    | 275     | 51                 | 155              | 69                   |
| Разом    | 562     | 103                | 356              | 103                  |